# Peter Kalafut
Peter Kalafut (* 19. října 1960, Kežmarok, Československo) je bývalý československý házenkář. Po skončení aktivní kariéry působí jako trenér.
S týmem Československa hrál na letních olympijských hrách v Barceloně v roce 1992, kde tým skončil na 9. místě. Nastoupil v 5 utkáních a dal 4 góly. Na klubové úrovni hrál za Lokomotívu Trnava.